# Wafaa El-Sadr
Wafaa El-Sadr es una profesora egipcia de la Universidad de Columbia, directora del ICAP de la Universidad de Columbia y directora del Centro de Investigación Epidemiológica de Enfermedades Infecciosas (CIDER) en la Escuela de Salud Pública Mailman de Columbia.

## Educación
El-Sadr tiene un título en medicina de la Universidad de El Cairo, Egipto, una maestría en salud pública en epidemiología de la Escuela de Salud Pública Columbia Mailman y una maestría en administración pública de la Escuela de Gobierno John F. Kennedy de la Universidad de Harvard. Está certificada por la Junta en medicina interna y enfermedades infecciosas.
- MD, 1974, Universidad de El Cairo
- MPH, 1991, Universidad de Columbia
- MPA, 1996, Escuela Kennedy de la Universidad de Harvard

## Carrera y logros
De 1988 a 2008, El-Sadr dirigió la División de Enfermedades Infecciosas del Harlem Hospital Center, donde ayudó a desarrollar el programa de VIH / SIDA y tuberculosis (TB). Ha dirigido una serie de estudios de investigación y programas financiados por subvenciones a través de fondos de los Institutos Nacionales de Salud, los Centros para el Control y la Prevención de Enfermedades de EE. UU., la Agencia de los Estados Unidos  para el Desarrollo Internacional, la Administración de Servicios y Recursos de Salud, el Estado de Nueva York y los Departamentos de la Ciudad de Nueva York de Salud así como fundaciones privadas.[cita requerida]
Trabajando con el exdecano de la Escuela de Salud Pública Mailman de la Universidad de Columbia, Allan Rosenfield, El-Sadr ayudó a establecer la iniciativa MTCT-Plus, un programa global que tiene como objetivo brindar a las mujeres y sus familias servicios relacionados con el VIH. ICAP cubre 13 países del África subsahariana.[cita requerida]
En 2011, ha centrado sus esfuerzos en destacar el impacto continuo del VIH en los Estados Unidos, estableciendo el Grupo de Trabajo de Prevención Doméstica dentro de la Red de Ensayos de Prevención del VIH financiada por los NIH.
En 2008, El-Sadr fue nombrada miembro de la Fundación John D. y Catherine T. MacArthur. En 2009, la revista Rolling Stone nombró a El-Sadr en su lista de "100 personas que están cambiando Estados Unidos". En el mismo año, también fue nombrada como una de Scientific American 10: Guiding Science for Humanity. También es miembro del Instituto de Medicina de las Academias Nacionales. En noviembre de 2009, The Utne Reader nombró a El-Sadr como uno de los "50 visionarios que están cambiando su mundo".
El-Sadr es miembro de los comités de planificación científica para la conferencia de la Sociedad Internacional del SIDA en Viena (2010) y la Conferencia sobre Retrovirus e Infecciones Oportunistas (CROI, 2010). Actualmente es miembro del Grupo Técnico Asesor sobre Tuberculosis de la Organización Mundial de la Salud y miembro de la junta del Population Council. Se ha desempeñado como miembro del Comité Asesor de Antivirales de la Administración de Alimentos y Medicamentos de EE. UU. y del Consejo Asesor para la Eliminación de la TB en los Centros para el Control y la Prevención de Enfermedades de EE. UU. También se ha desempeñado en la junta de amfAR. Es miembro de la Infectious Diseases Society of America y anteriormente presidió su comité de tuberculosis.

## Publicaciones seleccionadas
- Wafaa M El-Sadr, Jessica Justman. 2020. Africa in the Path of Covid-19. N Engl J Med; 383(3):e11. doi: 10.1056/NEJMp2008193.
- Wafaa M El-Sadr, Katherine Harripersaud, Miriam Rabkin. 2017.R eaching global HIV/AIDS goals: What got us here, won't get us there. PLoS Med; 14(11):e1002421. doi: 10.1371/journal.pmed.1002421.
- Roger I Glass, Wafaa El-Sadr, Eric Goosby, Linda E Kupfer. 2019. The HIV response and global health. Lancet; 393(10182):1696. doi: 10.1016/S0140-6736(19)30353-8.
- Wafaa M El-Sadr. 2020. What one pandemic can teach us in facing another. AIDS; 34(12):1757-1759. doi: 10.1097/QAD.0000000000002636.